# سیارک ۳۲۱
سیارک ۳۲۱ (به انگلیسی: 321 Florentina) سیصد و بیست و یکمین سیارک کشف شده‌است که در ۱۵ اکتبر ۱۸۹۱ و در وین کشف شد.
قدر مطلق سیارک برابر ۱۰٫۰۴ است.